# تايلر أندرسون
تايلر أندرسون (بالإنجليزية: Tyler Anderson)‏ هو لاعب كرة قاعدة أمريكي، ولد في 30 ديسمبر 1989 في وادي لاس فيغاس في الولايات المتحدة.

## وصلات خارجية
- تايلر أندرسون على موقع دوري كرة القاعدة الرئيسي (الإنجليزية)
- تايلر أندرسون على موقعبيزبول رفرنس.كوم (الدوري الرئيسي) (الإنجليزية)
- تايلر أندرسون على موقعبيزبول رفرنس.كوم (الدوري الثانوي) (الإنجليزية)
- تايلر أندرسون على موقع إي إس بي إن.كوم (أم.أل.بي) (الإنجليزية)
- تايلر أندرسون على موقع مشجعي الرسوم البيانية (الإنجليزية)